# Agueda Amaral
Agueda Fátima Amaral (Dili, 27 mei 1972) is een marathonloopster uit Oost-Timor. In totaal nam ze tweemaal deel aan de Olympische Spelen. Ze was de eerste atleet die voor haar land uitkwam op de Olympische Spelen.
In 1999 moest ze bij ongeregeldheden met haar familie uit haar huis naar de bergen vluchten. Toen ze terugkwam, was haar huis geplunderd. Haar enige paar loopschoenen was ook verdwenen.
Agueda Amaral maakte haar olympische debuut op de Olympische Spelen van Sydney. Toen ze het stadion bereikte, knielde ze en kuste de grond. Een wedstrijdleider knielde naast haar neer en maakte haar erop attent, dat ze nog één ronde moest lopen in het stadion. Van de 45 marathonlopers die de loop beëindigden, behaalde Amaral een 43e plaats met een tijd van 3:10.55. Vier jaar later in Athene droeg Amaral de vlag van Oost-Timor bij de openingsceremonie. Ze behaalde op deze olympische marathon een 65e plaats in een tijd van 3:18.25.
Amaral is getrouwd en moeder van vier kinderen. Van beroep is ze veiligheidsbeambte in een regeringsgebouw.

## Persoonlijk record
| Onderdeel | Prestatie | Datum            | Plaats |
| --------- | --------- | ---------------- | ------ |
| marathon  | 3:03.53   | 12 december 2003 | Hanoi  |

## Palmares

### marathon
- 2000: 43e OS - 3:10.55
- 2004: 65e OS - 3:18.25